# Rosedale (Califòrnia)
Rosedale és una concentració de població designada pel cens dels Estats Units a l'estat de Califòrnia. Segons el cens del 2000 tenia 8.445 habitants.

## Demografia
Segons el cens del 2000, Rosedale tenia 8.445 habitants, 2.566 habitatges, i 2.304 famílies. La densitat de població era de 86,1 habitants/km².
Dels 2.566 habitatges en un 49,6% hi vivien nens de menys de 18 anys, en un 80,4% hi vivien parelles casades, en un 5,8% dones solteres, i en un 10,2% no eren unitats familiars. En el 7,8% dels habitatges hi vivien persones soles el 2,6% de les quals corresponia a persones de 65 anys o més que vivien soles. El nombre mitjà de persones vivint en cada habitatge era de 3,28 i el nombre mitjà de persones que vivien en cada família era de 3,45.
Per edats la població es repartia de la següent manera: un 33,3% tenia menys de 18 anys, un 6,4% entre 18 i 24, un 28,7% entre 25 i 44, un 25,6% de 45 a 60 i un 6% 65 anys o més.
L'edat mediana era de 37 anys. Per cada 100 dones de 18 o més anys hi havia 96,7 homes.
La renda mediana per habitatge era de 76.277 $ i la renda mediana per família de 83.704 $. Els homes tenien una renda mediana de 61.379 $ mentre que les dones 33.750 $. La renda per capita de la població era de 25.414 $. Entorn del 4,5% de les famílies i el 6,3% de la població estaven per davall del llindar de pobresa.

## Poblacions més properes
El següent diagrama mostra les poblacions més properes.